# Szlak drewnianego budownictwa sakralnego
Szlak drewnianego budownictwa sakralnego – szlak turystyczny łączący Opole i Stare Olesno, którego atrakcją są drewniane kościoły pochodzące z XVII i XVIII wieku. Ma długość 80 km i umożliwia zwiedzenie 12 miejscowości, w których występują drewniane kościoły. Szlak w całości znajduje się w województwie opolskim.

## Trasa szlaku

### Opole - Muzeum Wsi Opolskiej
Kościół św. Katarzyny przeniesiony z Gręboszowa k/Namysłowa, zbudowany w 1613 roku przez protestantów, później użytkowany przez katolików. Wewnątrz znajdują się unikatowe epitafia chłopskie z kaplicy cmentarnej z Ligoty Górnej.

### Czarnowąsy
Kościół odpustowy św. Anny z 1687 r. Wystrój wnętrza barokowy.

### Dobrzeń Wielki
Kościół odpustowy św. Rocha wybudowany w 1658 r. w lesie na miejscu pochówku ofiar zarazy. Wyposażenie wnętrza barokowe.

### Kolanowice
Kościół św. Barbary wybudowany w 1678 r. za murami Opola. Zakupiony przez mieszkańców wsi Kolanowice, odbudowany i poświęcony w 1812 roku. Wyposażenie wnętrza barokowe.

### Laskowice
Kościół cmentarny św. Wawrzyńca z 1686 r. Wewnątrz barokowy ołtarz z poł. XVII w.

### Bierdzany
Kościół św. Jadwigi (dawniej pw. św. Walentego) z 1711 r. Strop i ściany ozdobione polichromią odkrytą w 1971 r., która przedstawia m.in. "bierdzańską śmierć".

### Lasowice Wielkie
Kościół Wszystkich Świętych, zbudowany w 1599 roku przez protestantów z murowaną zakrystią z 1905 r.

### Wędrynia
Kościół św. Jana Chrzciciela z przełomu XVII i XVIII w., odnowiony w 1959 r., wieża dobudowana w 1818 r.

### Lasowice Małe
Kościół pw. Wniebowzięcia NMP (dawniej pw. św. Jakuba Starszego), zbudowany w 1688 roku przez protestantów.

### Chocianowice
Kościół pogrzebowy pw. Narodzenia NMP., wcześniej parafialny. Zbudowany został w 1662 roku. Do 1810 roku był pod patronem Zakonu Krzyżowców z Czerwoną Gwiazdą

### Stare Olesno
Kościół Marii Magdaleny z 1680 r. gruntownie odnowiony w latach 1955-59. Wewnątrz XVII-wieczny obraz Matki Boskiej.

### Olesno
Kościół pielgrzymkowy pw. św. Anny, zbudowany na miejscu domniemanego cudu w 1518 roku.